# Chersotis ochraceobrunnea
Chersotis ochraceobrunnea là một loài bướm đêm trong họ Noctuidae.